# Мечислав Рей

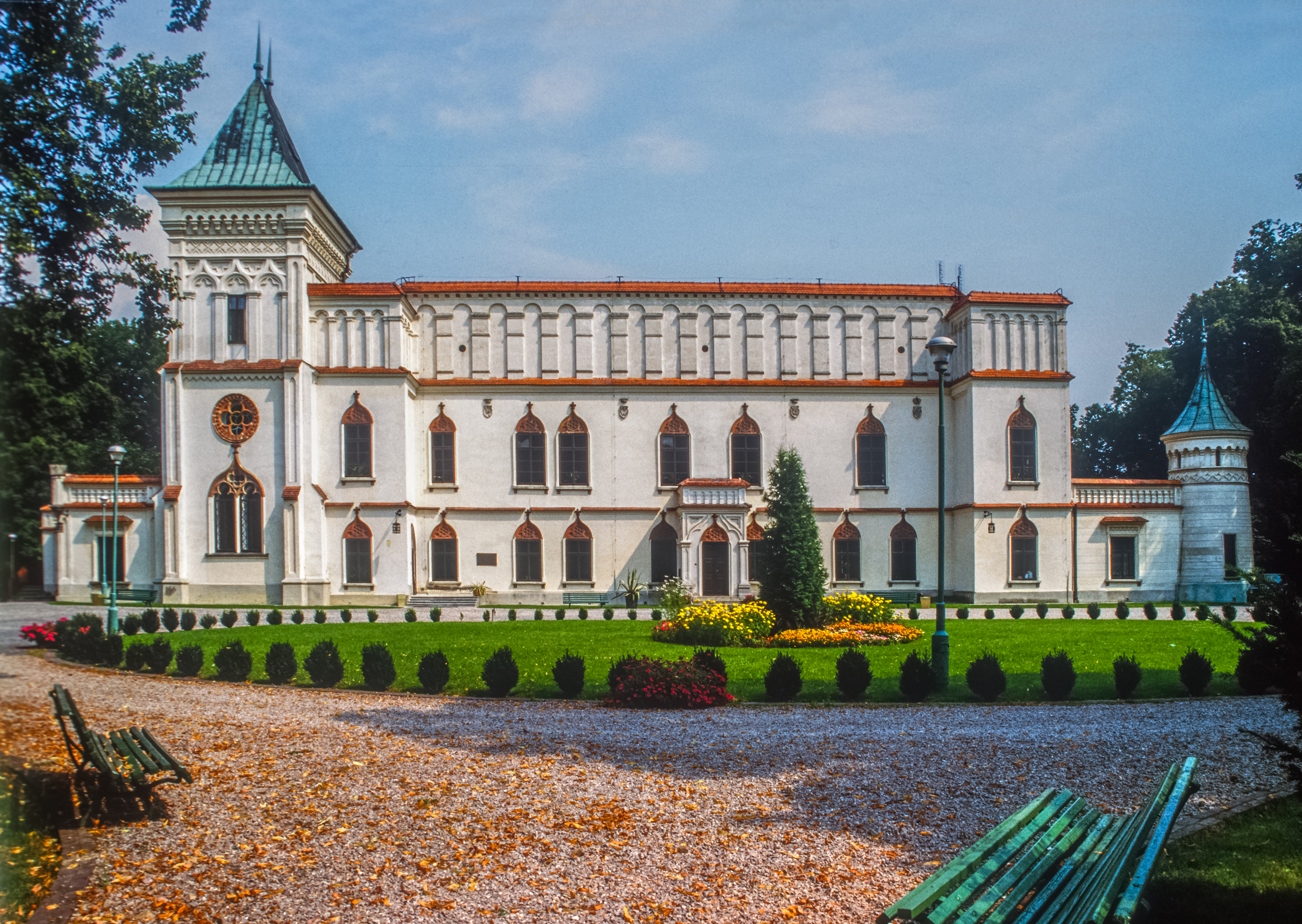
Сучасний вигляд замку Прецлава

Мечислав Рей (1 (22) січня 1836, Слупє, Пільзенський повіт — 12 січня 1918, Микулинці) — граф, польський галицький громадський діяч, підприємець, фундатор. Перший відомий власник броварні в Микулинцях.

## Життєпис
Син Домініка (1802—1846) — члена Галицького станового сейму, та його дружини Кароліни з Анквічів (†1873). Спочатку навчався вдома у Пшиборові. Під час пограбування 1846-го батько загинув, сам ледь вижив. Певний час з матір'ю, родичами перебував у Відні. В 1848—1853 роках із братом Станіславом (†1873, Мєчислав опікувався його дітьми, маєтком після смерті) навчався у Краківському технічному інституті (пізніше — Вроцлав, подібно, Празька політехніка), тоді познайомився з Владиславом Козєбродским. 1858 з матір'ю і сестрою Геленою мав подорож Італією.
Близько 1860 після проведеного поділу спадку родини став власником маєтків у Прецлаві, Блоні, Подолі, Тушині, Вилах (Мелецький повіт), Бобровій, Бжезьніці (Ропчицький), Вижниці, Бабні, Чорногузах, Рівні, Виженці на Буковині.
Владислав Козєбродский сприяв його появі в найближчому оточенні Адама Сапіги (конспіративна діяльність), був посередником між краківською та львівською організаціями. Кілька місяців представляв Галицький комітет у Варшавському народовому уряді. Після облоги Галичини переодягненим виїхав до Шльонську, потім — Дрездена, Франції, Швейцарії (головно — Ньйон, де контактував з В. Козєбродским, Мечиславом Павліковським, Готелем Ламберт).
Повернувся 1867-го, впорядкував майнові справи, сприяв частковому відновленню замку у Прецлаві, відновив політичну, громадську діяльність (зокрема, в Мєльці). У 1871—1886 — член Окружного виділу «Галицького товариства кредитового земського» (Львів).
Посол Галицького сейму від Тарнівського округу з 1874-го, відтоді безперервно представляв в Сеймі цей або Мєлєцький округи протягом чверті століття. Спочатку належав до «станьчиківського» «Клубу реформи», через загрозу автономії порвав з ними, спричинився до утворення «Клубу центрум». Виступав рідко, зокрема, 28 червня 1880 виступив щодо освіти — противники перекричали його, закидаючи «замах» на сільське шкільництво. Домагався будівництва гілок залізниць до Микулинців, Вижниці, зменшення цла, податків для галицького горілчаного промислу, впровадження урядової монополії на виробництво горілки. 23 квітня 1903 вніс 400 корон для заснування антисоціалістичної Видавничої спілки та друкарні «Polonia» у Львові. Пізніше переїхав до Микулинців, звідки виїжджав тільки на лікування (Ґмунден, Швейцарія; тут з 1888 дружина мала віллу). Після повідомлення про планований Академією Знань з'їзду істориків до 400-річчя Миколая Рея надав 40000 зол. ринських для утворення фундації ім. Миколая Рея з Наґловиць. У Микулинцях і вільний час малював «образки», почав писати літературні твори. Власним коштом видав кілька драм, зокрема, присвячену Войц. Дідушицькому «Стефан Марцель» (ЛЬвів, 1906). 1914 року офірував Легіонам Польським багато тисяч корон. Кавалер папського ордену св. Григорія.
Помер 12 січня 1918 року в Микулинцях, де й був похований у родинному гробівці на цвинтарі.

## Сім'я
Дружина — Юзефа Конопчанка (1856—1938), донька Казімежа (1825—1884), шлюб 24 квітня 1876. Діти:
- Казімеж (1877—1901)
- Марія Гелена (1887—1927), разом з матір'ю від часу Першої світової до смерті керувала створеним та утримуваним власним коштом шпиталем у Микулинцях.